# Némertès
Pour les vers marins, voir Némertes.
Dans la mythologie grecque, Némertès (en grec ancien Νημερτής / Nêmertếs) est une Néréide, fille de Nérée et de Doris, citée par Hésiode, Homère et Hygin  dans leurs listes de Néréides. 

## Étymologie et fonction
Son nom, en grec ancien Νημερτής / Nêmertếs, signifie « l'infaillible » ou « véridique » ou « celle qui donne ». 
Némertès est la Néréide du conseil "infaillible", la plus sage des sœurs. Némertès ayant donc, comme sa sœur Apseudès, hérité de leur père Nérée de la qualité de divinité qui dit la vérité.

## Famille
Ses parents sont le dieu marin primitif Nérée, surnommé le vieillard de la mer, et l'océanide Doris. Elle est l'une de leur multiples filles, les Néréides, généralement au nombre de cinquante, et a un unique frère, Néritès. Pontos (le Flot) et Gaïa (la Terre) sont ses grands-parents paternels, Océan et Téthys ses grands-parents maternels.

## Mythologie
Némertès est mentionnée dans l'Iliade d'Homère comme l'une des 32 Néréides qui se rassemblent sur la côte de Troie, remontant des profondeurs de la mer pour rejoindre leur sœur Thétis qui, ayant entendu le chagrin d'Achille à la suite de la mort de son ami Patrocle, pleure d'abord par sympathie avec lui mais aussi sur la mort future de son enfant.

## Évocation moderne

### Biologie
Le genre de vers Marins des Némertes lui doit son nom.